# Шешуков, Игорь Алексеевич
Игорь Алексеевич Шешуков (13 июля 1942, Свердловск, РСФСР, СССР — 1991) — советский кинорежиссёр.

## Биография
И. А. Шешуков родился в городе Свердловске 13 июля 1942 года.
В 1960—1962 учился на филологическом факультете историко-филологического отделения Иркутского государственного университета.
Работал оператором Иркутской студии ТВ и учителем.
В 1969 году закончил режиссёрский факультет ВГИКа (мастерская — И. В. Таланкина).
С 1971 года — режиссёр-постановщик киностудии «Ленфильм».
В 1991 году погиб при невыясненных обстоятельствах на съёмках фильма «Тайна». В статье Галины Елисейкиной для газеты «Бирюсинская новь» (город Тайшет Иркутской области) сообщается, что он не вышел из запоя. К алкоголю пристрастился после гибели жены Людмилы в ДТП в 1984 году.

## Фильмография
- 1971 — Киноальманах «Шутите?» Новелла 1. Иначе мы пропали (кино- и (ТВ) версии).
- 1975 — Полковник в отставке
- 1977 — Вторая попытка Виктора Крохина
- 1979 — Последняя охота
- 1982 — Пространство для манёвра (ТВ)
- 1984 — Преферанс по пятницам
- 1986 — Красная стрела (совместно с Искандером Хамраевым)
- 1987 — Везучий человек (ТВ)
- 1990 — Танк «Клим Ворошилов-2»